# Боршовиці (гміна Сендзішув)
Боршовиці (пол. Borszowice) — село в Польщі, у гміні Сендзішув Єнджейовського повіту Свентокшиського воєводства.
Населення — 242 особи (2011).
У 1975-1998 роках село належало до Келецького воєводства.

## Демографія
Демографічна структура на день 31 березня 2011 року:
|          | Загалом | Допрацездатний вік | Працездатний вік | Постпрацездатний вік |
| -------- | ------- | ------------------ | ---------------- | -------------------- |
| Чоловіки | 141     | 28                 | 103              | 10                   |
| Жінки    | 101     | 19                 | 57               | 25                   |
| Разом    | 242     | 47                 | 160              | 35                   |